# Renault 20/30
Моделі Renault 20 та Renault 30 (R20 / R30) — виготовлялися французькою компанією Renault в 1975—1984 роках і були на той час найдорожчими і престижними моделями Renault. Технічно вони були ідентичні, різниця полягала в тому, що модель Renault 30 оснащували тільки двигунами V6 і максимальною комплектацією (зовні вона відрізнялася 4-ма круглими фарами спереду), а Renault 20 оснащували тільки рядними 4-циліндровими двигунами і комплектації були скромнішими (зовні модель відрізнялася двома прямокутними фарами спереду). Всього було вироблено понад 145 тисяч Renault 30 і 622 тисяч Renault 20.

## Опис

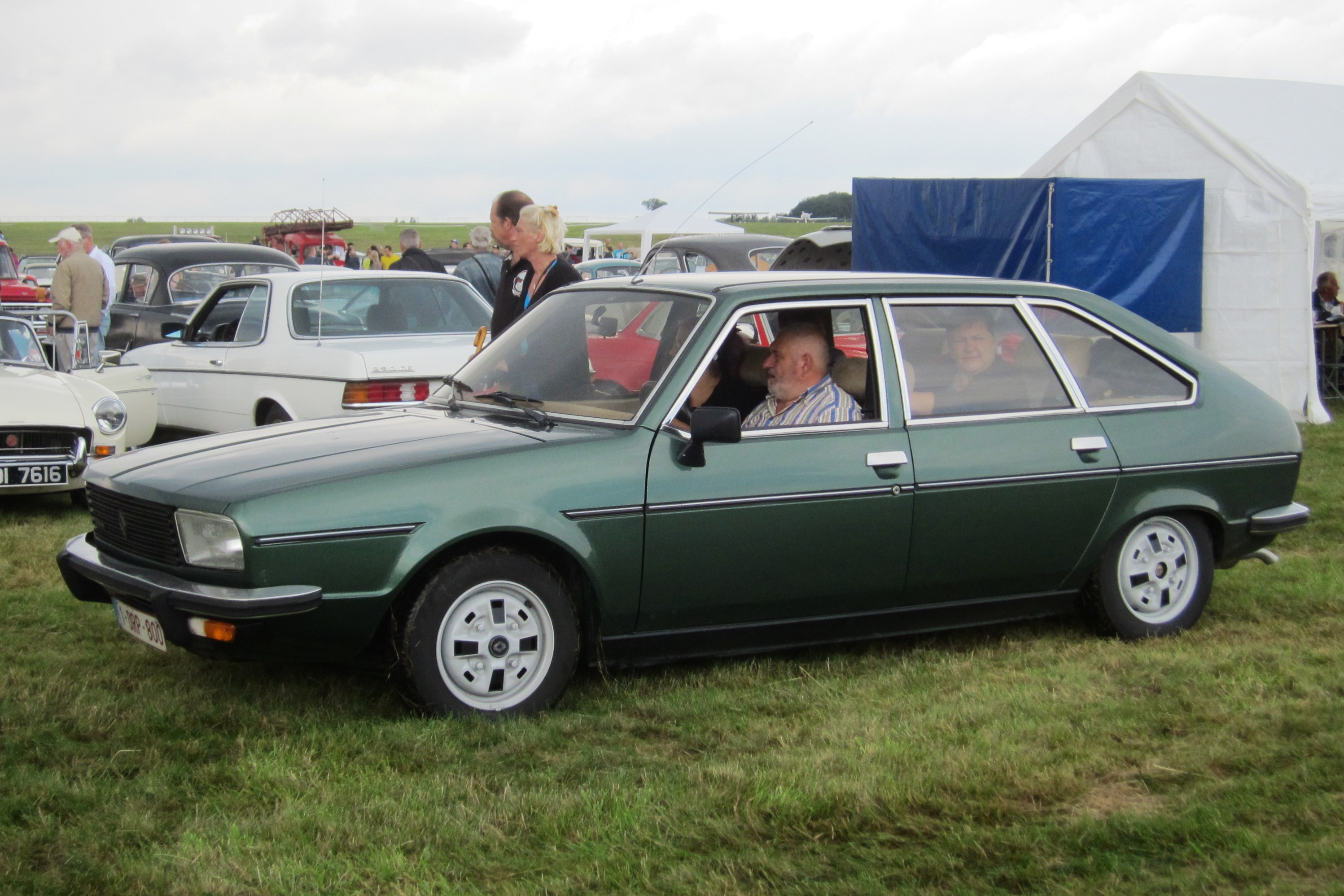
Renault 20

Представлена в 1975 році, Renault 30 TS була першою післявоєнною моделлю Renault з двигуном, кількість циліндрів якого перевищувала 4. Це була одна з перших машин, на якій використовувався двигун PRV V6 об'ємом 2664 см³, розроблений спільно з компаніями Peugeot і Volvo і ставився також на Peugeot 604 і Volvo 264. Потужність агрегату становила 130 к.с., що дозволяло розігнати модель до максимальних 185 км/год.
Більш доступна Renault 20, представлена на Паризькому автосалоні 1975 року (рівно через 8 місяців після Renault 30 TS), мала той же кузов, відрізняючись зовні тільки фарами — двома прямокутними проти 4 круглих. Вона оснащувалася перевіреним часом 4-циліндровим мотором об'ємом 1647 см³, що дістався їй у спадок від моделі Renault 16 TX. Потужність — 90 к.с. Краща паливна економічність дозволила використовувати менший бак — 60 л замість 67 л у 6-циліндрової моделі. Задні гальма Renault 20 були барабанними, колісні диски — меншими, 13-дюймовими, а модифікацій було три — базова L, більш престижна TL і топова GTL, по оснащенню в цілому ідентична моделі Renault 30 TS. R20 і R30 по суті були версіями однієї моделі.
Для свого часу вони були вельми просунуті по частині безпеки, володіючи м'ятими зонами деформації спереду і захистом від бокового удару. Проблеми з надійністю супроводжували моделі на всьому їхньому життєвому циклі. Скоро стало зрозуміло, що застарілий 90-сильний двигун від моделі-попередниці Renault 16 TX був занадто слабкий для того, щоб оснащувати ним більшу і важку модель Renault 20. На наступний рік після початку виробництва двигун був доопрацьований (потужність збільшена до 96 к.с.), але це не виправило ситуацію докорінно, крім того, ціновий розрив між неприйнятно малопотужною Renault 20 і надто дорогою Renault 30 був величезним, тому, щоб зблизити ці моделі, була представлена Renault 20 TS, оснащена новим 4-циліндровим 2 літровим двигуном потужністю 109 к.с. (яким також оснащувався Citroën CX і пізніше Peugeot 505), що було зустрінуто покупцями з великим схваленням. У наступному році були представлені Renault 30 TX (більш розкішна версія 30-ї моделі з мотором, оснащеним уприскуванням палива) і Renault 20 Diesel, оснащена атмосферним дизельним мотором.
У 1981 році в модельну лінійку додали 2,2-літровий інжекторний двигун (модифікація Renault 20 TX), за яким послідував Renault 30 Turbo Diesel. Виробництво моделі у Франції припинили в жовтні 1983 року, щоб дати дорогу новому поколінню хетчбека Е-класу — Renault 25.

## Двигуни
- 1.6 L I4 90/96 к.с.
- 2.0 L J6R I4
- 2.2 L I4 109 к.с.
- 2.7 L PRV V6 130 к.с.
- 2.1 L J8S diesel I4
- 2.1 L J8S td I4